# Ocnogyna leprieuri
Ocnogyna leprieuri là một loài bướm đêm thuộc phân họ Arctiinae, họ Erebidae.